# جرج سیمه
جرج سیمه (انگلیسی: George Sime; ۲۸ فوریهٔ ۱۹۱۵ – ۹ سپتامبر ۱۹۹۰) بازیکن هاکی روی چمن اهل بریتانیا بود.